# Minnat Allah Ahmad Usman Mustafa Badran
Minnat Allah Ahmad Usman Mustafa Badran (Menatalla Ahmed Osman Mostafa Badran, arab. منة الله أحمد عثمان مصطفى بدران; ur. 12 maja 2003) – egipska zapaśniczka walcząca w stylu wolnym. Srebrna medalistka mistrzostw Afryki w 2022, 2023 i 2024. Pierwsza na mistrzostwach Afryki juniorów w 2022; druga w 2020. Mistrzyni Afryki kadetów w 2019 i 2020 roku.